# سبزدشت پونتی‌خزری

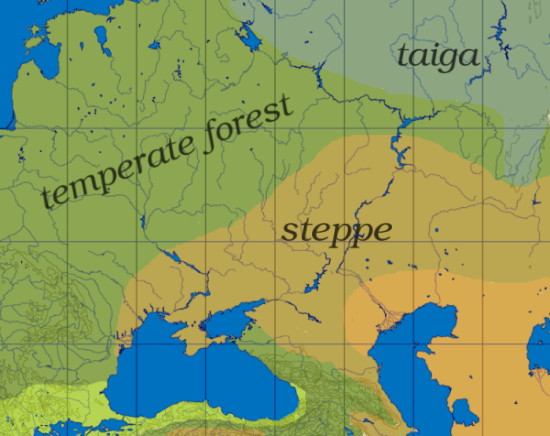
بخش تیره‌تر استپ کاسپی-پونتی است

سبزدشت پونتی‌خزری، استپ (سبزدشت) پهناوری است که از کرانه‌های شمالی دریای سیاه تا شرق دور دریای خزر، از غرب اوکراین امروزی از میان ناحیه فدرالی ولگا و ناحیه فدرالی جنوبی روسیه تا غرب قزاقستان کنونی امتداد دارد. این منطقه بخشی از سبزدشت اوراسیا است و سبزدشت قزاقستان در شرق آن جای گرفته‌است و وابسته به قلمرو دیرین‌شمالگانی است.
در زمان باستان اینجا زیستگاه کیمری‌ها و سرمتی‌ها و منطبق با سکاستان بوده‌است. در طول چند هزاره طوایف کوچ‌نشین و سوارکار متعددی در این سرزمین زیسته‌اند. همچنین برپایهٔ فرضیه کورگان این سرزمین خاستگاه نیاهندواروپایی‌زبانان انگاشته می‌شود.

## نگارخانه

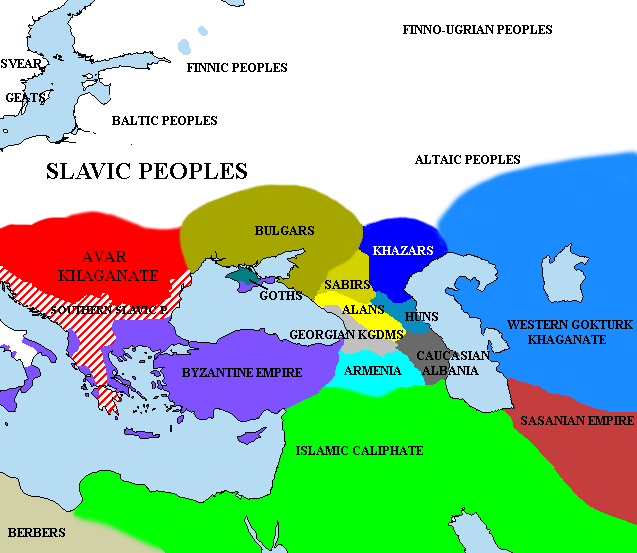
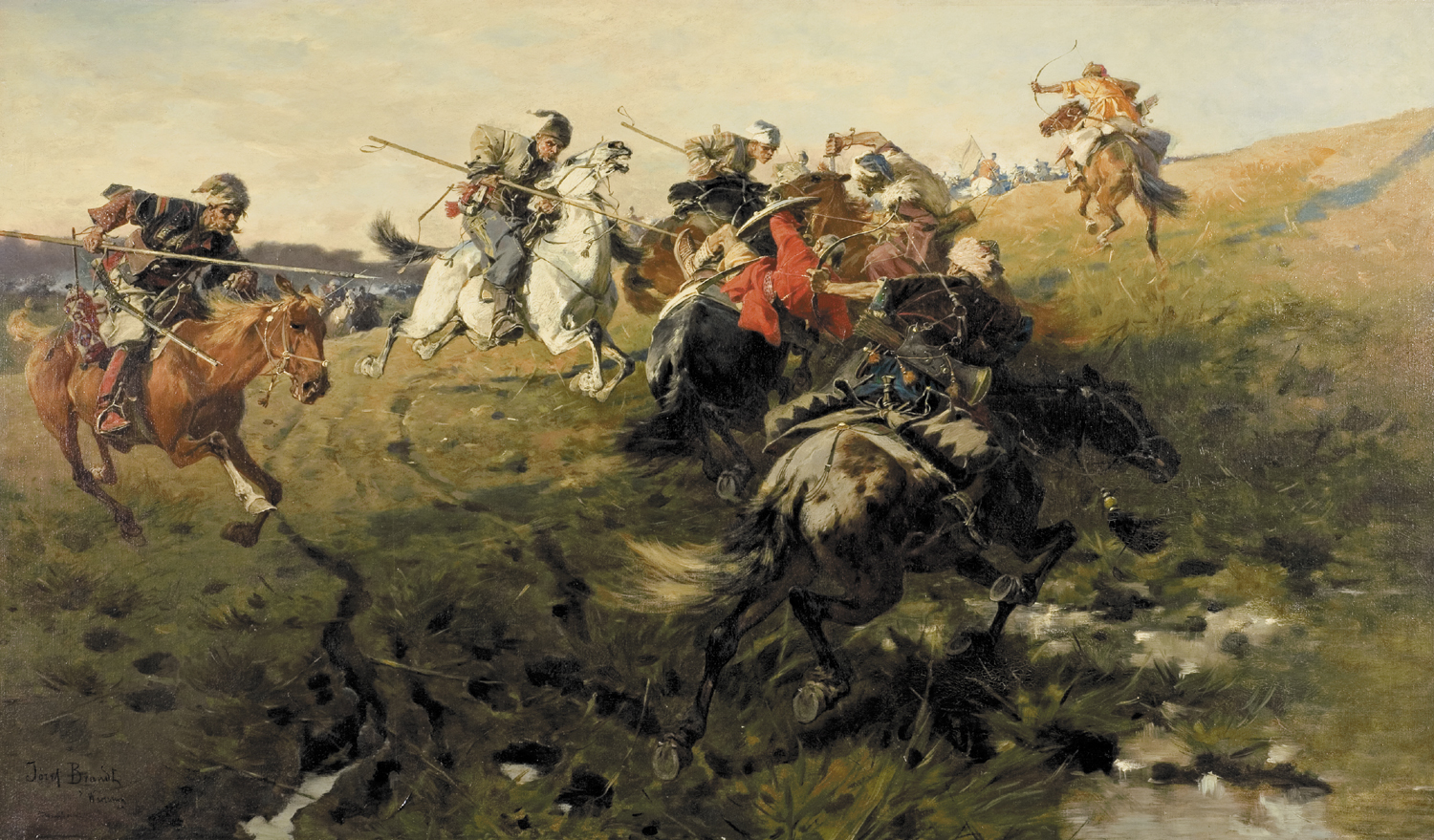